# Liste der denkmalgeschützten Objekte in Kleinarl
Die Liste der denkmalgeschützten Objekte in Kleinarl enthält die 2 denkmalgeschützten, unbeweglichen Objekte der Gemeinde Kleinarl.

## Denkmäler
| Foto |                 | Denkmal                                                           | Standort                                        | Beschreibung | Metadaten |
| ---- | --------------- | ----------------------------------------------------------------- | ----------------------------------------------- | --- | --- |
| ja   | Datei hochladen | Pfarrhof HERIS-ID: 27620 Objekt-ID: 24147                         | Kreuzsalgasse 2 Standort KG: Mitterkleinarl     | → Hauptartikel : Jagdschloss Kleinarl f1 | BDA-Hist.: Q15820644 Status: § 2a Stand der BDA-Liste: 2025-06-30 Name: Pfarrhof GstNr.: .2                                                                              |
| ja   | Datei hochladen | Kath. Pfarrkirche hl. Laurentius HERIS-ID: 27618 Objekt-ID: 24145 | bei Kreuzsalgasse 2 Standort KG: Mitterkleinarl | Die Pfarrkirche am östlichen Ortsrand ist ein moderner Bau unter Einbeziehung zweier spätgotischer Joche der alten Kirche. Der Neubau entstand nach dem Abbruch früherer barocker Erweiterungen in den Jahren 1984/85. Der spätbarocke Säulenhochaltar im Inneren wurde 1908 überarbeitet. | BDA-Hist.: Q37912408 Status: Bescheid Stand der BDA-Liste: 2025-06-30 Name: Kath. Pfarrkirche hl. Laurentius GstNr.: 6, 2/1 Pfarrkirche hl. Laurentius, Kleinarl         |
| ja   | Datei hochladen | Anlage Kath. Pfarrkirche hl. Laurentius HERIS-ID: 258263seit 2025 | bei Kreuzsalgasse 2 Standort KG: Mitterkleinarl | | BDA-Hist.: Q135167664 Status: Bescheid Stand der BDA-Liste: 2025-06-30 Name: Anlage Kath. Pfarrkirche hl. Laurentius GstNr.: 6, 2/1 Pfarrkirche hl. Laurentius, Kleinarl |
| BW   | Datei hochladen | Einfriedungsmauer des Friedhofes HERIS-ID: 258262seit 2025        | bei Kreuzsalgasse 2 Standort KG: Mitterkleinarl | | BDA-Hist.: Q135167754 Status: Bescheid Stand der BDA-Liste: 2025-06-30 Name: Einfriedungsmauer des Friedhofes GstNr.: 6, 2/1                                             |
| BW   | Datei hochladen | Aufbahrungshalle HERIS-ID: 258260seit 2025                        | bei Kreuzsalgasse 2 Standort KG: Mitterkleinarl | | BDA-Hist.: Q135167677 Status: Bescheid Stand der BDA-Liste: 2025-06-30 Name: Aufbahrungshalle GstNr.: 2/1                                                                |
| BW   | Datei hochladen | Friedhofskreuz HERIS-ID: 258261seit 2025                          | bei Kreuzsalgasse 2 Standort KG: Mitterkleinarl | | BDA-Hist.: Q135167508 Status: Bescheid Stand der BDA-Liste: 2025-06-30 Name: Friedhofskreuz GstNr.: 2/1                                                                  |